# NetBlocks
NetBlocks es una organización no gubernamental que da seguimiento a la ciberseguridad y gobernanza del Internet. La organización fue fundada en 2017 para monitorear la libertad de acceso al Internet.

## Trabajo

### Proyectos
NetBlocks publica informes originales sobre la gobernanza de Internet y la energía sostenible, proporcionando herramientas al público para observar posibles bloqueos de Internet y las consecuencias económicas de la censura a sitios web.

### Eventos
El 25 de noviembre de 2017, NetBlocks y Digital Rights Foundation brindaron información sobre la censura de Facebook, Twitter, YouTube y otros servicios de redes sociales por parte del gobierno pakistaní luego de las protestas de Tehreek-e-Labaik.
Durante las protestas sudanesas de 2018-2019, NetBlocks declaró que el gobierno sudanés mantenía «un extenso régimen de censura en Internet» luego de censurar las redes sociales en el país. Tras el intento de golpe de Estado de Gabón en 2019, NetBlocks monitoreo la censura web en el país. El costo del apagón del Internet por tres días después de las protestas por el combustible en Zimbabue fue calculado por NetBlocks y le costó a Zimbabue un estimado de 17 millones de dólares estadounidenses.
NetBlocks también monitoreo el bloqueo de Wikipedia en Venezuela y otros tipos de censura durante la crisis presidencial venezolana de 2019. Varios medios de comunicación internacionales cubrieron la situación con el trabajo de NetBlocks.
En julio de 2020, cuando el parlamento somalí aprobó una moción de censura contra el primer ministro Hassan Ali Khaire, NetBlocks informó que el acceso al internet se había interrumpido, lo que impidió la cobertura mediática de las reacciones políticas y públicas a los acontecimientos en el lugar, presentando evidencia que contradice la afirmación del operador de la red Hormuud Telecom de que la interrupción se debió a ''condiciones del viento''.
A partir de febrero de 2022, NetBlocks puso en marcha una iniciativa de informes que proporciona una amplia cobertura sobre la invasión rusa a Ucrania, documentando los esfuerzos rusos para desactivar las comunicaciones en instalaciones nucleares y en zonas de conflicto.